# Turtle F2F
Turtle F2F est un projet libre de réseau anonyme de pair à pair étant développé par l'université libre d'Amsterdam avec le professeur Andrew Tanenbaum, de 2004 à 2006. Il permet à des utilisateurs de partager des dossiers et de communiquer autrement sans crainte de sanctions ou de censure légales. L'anonymat est garanti par deux articles de recherche fournis dans « les liens externes » ci-dessous.

## Description technique
Techniquement, la tortue est un réseau de type Ami à ami — un type spécial de réseau de pair à pair dans lequel toute votre communication va seulement à vos amis, et puis à leurs amis, et ainsi de suite, à la destination finale. L'idée fondamentale derrière la tortue est de construire un réseau de P2P anonyme sur des rapports préexistants de confiance parmi des utilisateurs de tortue (principe « ami à ami »).
À la différence des réseaux existants de P2P, la tortue ne laisse pas des nœuds arbitraires relier et échanger l'information. Au lieu de cela, chaque utilisateur établit des canaux authentifiés avec un nombre limité d'autres nœuds commandés par des personnes à qui il ou elle fait confiance (des amis). Dans le réseau tortue, les questions et les résultats se déplacent de nœud en nœud.
Le résultat net est que l'information est seulement échangée entre les personnes qui se font confiance et est toujours chiffrée. En conséquence, un espion ou un adversaire n'a aucune manière de déterminer qui est demandeur/fournisseur d'une information. Étant donné cette conception, un réseau de tortue offre un certain nombre de propriétés utiles de sécurité, telles que des dommages confinés en cas de compromis de nœud, et résistance contre les attaques de déni de service.

## Polémiques
La dernière version 1.5 (sortie en 2006) utilise la bibliothèque XSTUNT qui va se connecter à un serveur centralisé.